# Robert Whitman
 (mars 2016).
Si vous disposez d'ouvrages ou d'articles de référence ou si vous connaissez des sites web de qualité traitant du thème abordé ici, merci de compléter l'article en donnant les références utiles à sa vérifiabilité et en les liant à la section « Notes et références ».
Pour les articles homonymes, voir Whitman.
Robert Whitman, né le 23 mai 1935 à New York et mort le 19 janvier 2024 à Warwick (État de New York), est un artiste américain connu depuis le début des années 1960 pour ses créations théâtrales mêlant images, sons, acteurs, projections photographiques et films. 
Depuis la fin des années 1960, il travaille avec les nouvelles technologies, et notamment des téléphones portables pour ses dernières créations. Il apparaît aussi comme un pionnier des happenings et de l’art multimédia.

## Biographie
Robert Whitman naît en 1935 dans une ancienne famille bourgeoise new-yorkaise qu’il juge guindée et froide. On retrouve dans ses ancêtres un peintre et designer : Lockwood de Forest (1850-1932), ainsi que Robert W. de Forest (1848-1931), président du Metropolitan Museum of Art à l’aube du XXe siècle. À l’âge de six ans, il fait une expérience éblouissante qui le marque durablement : une visite d’un spectacle de cirque, et particulièrement le numéro du clown Emmett Kelly. Il s’en souvient si bien dans un entretien de 2003 accordé à Brooklyn Rail, que : 

« … l’éclat de M. Kelly et de stars du cinéma muet comme Buster Keaton et Charlie Chaplin [lui] ont donné une première idée de ce qu’est la magie »

Il étudie la littérature de 1953 à 1957 à l'Université Rutgers (New Jersey) et l'histoire de l'art à l'Université Columbia en 1958.
Il commence sa pratique dans les années 1960 en édifiant des sculptures proches des travaux de Allan Kaprow et George Segal. Une approche particulière qui lui vaut d’être repéré en 1960 lorsqu’il présente à la Reuben Gallery sa première grande performance, American Moon :  un ensemble d’actions mimées au milieu de chutes de bois, de toile de jute, de papier Kraft. Il met en place son premier theater piece, Small cannon, dont la mise en scène n'est pas improvisée et peut être reproduite. 
Il appartient à un groupe d'artistes visuels — dont Allan Kaprow, Red Grooms, Jim Dine et Claes Oldenburg, — qui créent des pièces dans le quartier de Lower East Side, au cœur de Manhattan.
Profondément performative, sa vision s’élabore peu à peu, et gagne en complexité. Il fonde en novembre 1964 l'Experiments in Art and Technology (EAT) avec Billy Klüver, Fred Waldhauer et Robert Rauschenberg, avec des ingénieurs des Bell Labs, Fred Waldhauer et Billy Kluver, ainsi que de sa compagne, Julie Martin. Ce collectif conçoit le Pavillon Pepsi à l’Exposition universelle d’Osaka en 1970.
Le reste de son œuvre s'inscrit dans cette fibre où ingénieurs et scientifiques contribuent à ses créations.
Robert Whitman meurt à 88 ans le 19 janvier 2024 à Warwick, dans la vallée de l’Hudson.